# Surfside (Florida)
Surfside ist eine Stadt im Miami-Dade County im US-Bundesstaat Florida. Das U.S. Census Bureau hat bei der Volkszählung 2020 eine Einwohnerzahl von 5.689 ermittelt.

## Geographie
Surfside befindet sich auf einer Insel zwischen der Biscayne Bay und dem Atlantischen Ozean, etwa fünf Kilometer Luftlinie nordöstlich von Miami. Angrenzende Kommunen sind Bal Harbour, Bay Harbor Islands, Indian Creek und Miami Beach.
| Bay Harbor Islands               | Bal Harbour |                    |
| Bay Harbor Islands, Indian Creek | Kompass     | Atlantischer Ozean |
| Miami Beach                      | Miami Beach |                    |

Die Avenues in Surfside sind alphabetisch von Osten nach Westen nach britischen und amerikanischen Schriftstellern benannt.
- Abbott
- Byron
- Carlyle
- Dickens
- Emerson
- Froude
- Garland
- Hawthorne
- Irving

## Geschichte
1979 wurde die 95th Street in Surfside in Isaac Singer Boulevard umbenannt, um an den jiddischen Schriftsteller Isaac Bashevis Singer zu erinnern, der von 1977 bis zu seinem Tod 1991 in dieser Straße wohnte.
In der Nacht auf den 24. Juni 2021 stürzte ein 12-stöckiges Wohnhaus teilweise ein, dabei kamen 98 Menschen ums Leben.

## Demographische Daten
Laut der Volkszählung 2010 verteilten sich die damaligen 5744 Einwohner auf 3890 Haushalte. Die Bevölkerungsdichte lag bei 4418,5 Einw./km². 94,6 % der Bevölkerung bezeichneten sich als Weiße, 1,3 % als Afroamerikaner, 0,1 % als Indianer und 1,3 % als Asian Americans. 1,0 % gaben die Angehörigkeit zu einer anderen Ethnie und 1,7 % zu mehreren Ethnien an. 46,5 % der Bevölkerung bestand aus Hispanics oder Latinos.
Im Jahr 2010 lebten in 23,3 % aller Haushalte Kinder unter 18 Jahren sowie 40,1 % aller Haushalte Personen mit mindestens 65 Jahren. 58,3 % der Haushalte waren Familienhaushalte (bestehend aus verheirateten Paaren mit oder ohne Kinder bzw. einem Elternteil mit mindestens einem Kind). Die durchschnittliche Größe eines Haushalts lag bei 2,20 Personen und die durchschnittliche Familiengröße bei 2,87 Personen.
20,0 % der Bevölkerung waren jünger als 20 Jahre, 21,0 % waren 20 bis 39 Jahre alt, 27,8 % waren 40 bis 59 Jahre alt und 31,4 % waren mindestens 60 Jahre alt. Das mittlere Alter betrug 46 Jahre. 47,1 % der Bevölkerung waren männlich und 52,9 % weiblich.
Das durchschnittliche Jahreseinkommen lag bei 76.741 $, dabei lebten 15,1 % der Bevölkerung unter der Armutsgrenze.
Im Jahr 2000 war Englisch die Muttersprache von 42,40 % der Bevölkerung, spanisch sprachen 49,10 % und 8,50 % hatten eine andere Muttersprache.

## Verkehr
Durch das Stadtgebiet führt die Florida State Road A1A (Collins Avenue). Am nördlichen Stadtrand zweigt die Florida State Road 922 nach Bay Harbor Islands ab.
Die nächsten Flughäfen sind der nationale, 15 Kilometer entfernt gelegene Opa-locka Executive Airport und der 25 Kilometer entfernt gelegene Miami International Airport.

## Kriminalität
Die Kriminalitätsrate lag im Jahr 2010 mit 216 Punkten (US-Durchschnitt: 266 Punkte) im durchschnittlichen Bereich. Es gab eine Vergewaltigung, zwei Raubüberfälle, zehn Körperverletzungen, 19 Einbrüche, 131 Diebstähle und vier Autodiebstähle.